# Koszarica
Koszarica (bułg. Кошарица) – wieś w Bułgarii, w obwodzie Burgas, w gminie Nesebyr. W 2023 roku liczyła 1450 mieszkańców.